# Ivan Bagramjan

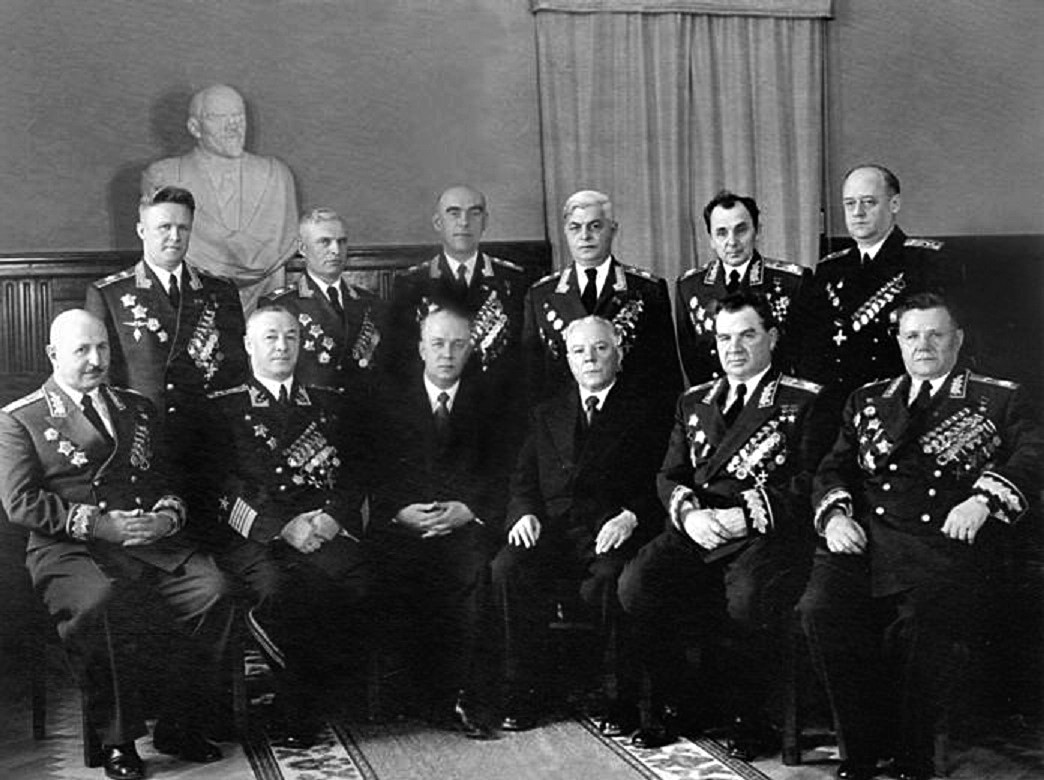
Uitreiking van maarschalksterren in het Kremlin in 1955. Van links naar rechts: zittend: Ivan Bagramjan, Nikolaj Koeznetsov, Nikolaj Pegov, Kliment Vorosjilov, Vasili Tsjoejkov, Andrej Jerjomenko, staand: Sergej Roedenko, Vasili Kazakov, Vladimir Soedets, Sergej Varentsov, Kirill Moskalenko, Ivan Isakov.

Ivan Christoforovitsj Bagramjan (Armeens: Հովհաննես Քրիստափորի Բաղրամյան; Russisch: Ива́н Христофо́рович Баграмя́н), of Hovhannes Baghramyan (Armeens: Հովհաննես Խաչատուրի (alternatief, Քրիստափորի, Kristapori) Բաղրամյան; Russisch: Оване́с Хачату́рович Баграмя́н) (Jelizavetpol, 20 november 1897 – Moskou, 21 september 1982) was een Maarschalk van de Sovjet-Unie. Hij was van Armeense origine. Zijn inbreng was cruciaal tijdens de Tweede Wereldoorlog, met name bij de campagne aan het oostfront waar hij onder meer commandant was van het 1e Baltische Front en Operatie Bagration. Bagramjan werd tweemaal bekroond met de titel Held van de Sovjet-Unie, de hoogste onderscheiding binnen de Sovjet-Unie. De urn met zijn as is bijgezet in de Kremlinmuur-necropolis op het Rode Plein in Moskou.

## Decoraties

### Sovjet-Unie
- Held van de Sovjet-Unie op 29 juli 1944 en  1 december 1977
- Leninorde op 29 juli 1944, 6 november 1945, 1 december 1947, 2 december 1957, 1 december 1972, 27 december 1967 en 1 december 1977
- Orde van de Oktoberrevolutie op 22 februari 1968
- Orde van de Rode Banier op 6 november 1941, 30 november 1944 en 17 mei 1951
- Orde van Soevorov, 1e Klasse op 27 augustus 1943 en 19 april 1945
- Orde van Koetoezov, 1e Klasse op 9 april 1943
- Orde van de Rode Ster op 16 augustus 1936
- Orde van Verdienste voor het Moederland in de Strijdkrachten van de Sovjet-Unie, 3e Graad op 30 april 1975
- Medaille voor de Verdediging van Moskou op 1 mei 1944
- Medaille voor de Verdediging van Kiev in 1961
- Medaille voor de Verovering van Koningsbergen in 1945
- Medaille voor de Overwinning over Duitsland in de Grote Patriottische Oorlog 1941-1945 in 1945
- Jubileumsmedaille voor Militaire Dapperheid ingesteld ter herinnering aan de Honderdste Verjaardag van Vladimir Iljitsj Lenin
- Medaille voor de 20e Verjaardag van de Overwinning in de Grote Patriottische Oorlog in 1965
- Medaille voor de 30e Verjaardag van de Overwinning in de Grote Patriottische Oorlog in 1975
- Medaille voor de Veteranen van de Strijdkrachten van de Sovjet-Unie in 1976
- Medaille voor de Versterking van de Broederschap in Wapenen in 1979
- Medaille voor de Ontwikkeling van de Maagdelijke-landen in 1956
- Jubileummedaille voor XX Jaar Rode Leger van Arbeiders en Boeren in 1938
- Jubileummedaille 30 jaar Sovjet Leger en Vloot in 1958
- Jubileummedaille 40 Jaar Strijdkrachten van de USSR in 1968
- Jubileummedaille 50 Jaar Strijdkrachten van de USSR in 1978
- Medaille ter Herinnering aan de Achthonderdste Verjaardag van Moskou in 1947
- Medaille ter Herinnering aan de Vijftienhonderdste Verjaardag van Kiev in 1982
- Ere wapen - Zwaard gegraveerd met gouden nationale embleem van de Sovjet-Unie in 1968

### Buitenlandse
- Orde van de Volksrepubliek Bulgarije, 1e Klasse (2) (Volksrepubliek Bulgarije)
- Medaille voor de Chinees-Sovjet Vriendschap (Volksrepubliek China)
- Medaille voor het Versterken van de Wapenbroederschap (Tsjecho-Slowakije)
- Karl Marx-orde (Duitse Democratische Republiek)
- Orde van Suha Bator (Volksrepubliek Mongolië)
- Orde van de Rode Banier (Volksrepubliek Mongolië)
- Jubileummedaille 30 jaar van de Overwinning in de Slag bij Halhin Gol (Volksrepubliek Mongolië)
- Jubileummedaille 50 Jaar van de Volksrevolutie Mongolië (Volksrepubliek Mongolië)
- Jubileummedaille 30 jaar van de Overwinning op militaristisch Japan (Volksrepubliek Mongolië)
- Jubileummedaille 50 Jaar Mongoolse Volksleger  (Volksrepubliek Mongolië)
- Orde Polonia Restituta, 5e Klasse (Volksrepubliek Polen)

- Bibliothèque nationale de France: cb15046257n (data)
- CiNii: DA01842545
- Gemeinsame Normdatei: 118651919
- International Standard Name Identifier: 0000 0001 1492 2776
- Library of Congress Control Number: n84192228
- Nationale Bibliotheek van Letland: 000287750
- Nationale Bibliotheek van Tsjechië: js20020805552
- Nationale bibliotheek van Australië: 35885114
- Nationale Bibliotheek van Israël: 987007301044005171
- Nationale Bibliotheek van Polen: a0000001728543
- Nederlandse Thesaurus van Auteursnamen: 07215070X
- Istituto Centrale per il Catalogo Unico: DDSV257062
- LIBRIS: 245668
- Système universitaire de documentation: 196823412
- Virtual International Authority File: 59369759
- WorldCat: E39PBJy8rVxMrdVTqwYvvVfcyd